# Montecchio
För andra betydelser, se Montecchio (olika betydelser).
Montecchio är en ort och kommun i provinsen Terni i regionen Umbrien i Italien. Kommunen hade 1 640 invånare (2018).